# チャージ機
チャージ機（チャージき）とは、電子マネー、ICカード乗車券やプリペイドカードに残高をチャージ（入金）する機器をいう。
事業者によっては、入金機ともいう場合がある（北陸鉄道の場合は積み増し機）。
英語ではAdd value machineという。また、中国語でのうち、中国では増值機、台湾では加值機という。なお、「チャージ」は和製英語であり、本来は"top-up" と言う。 

## 概要

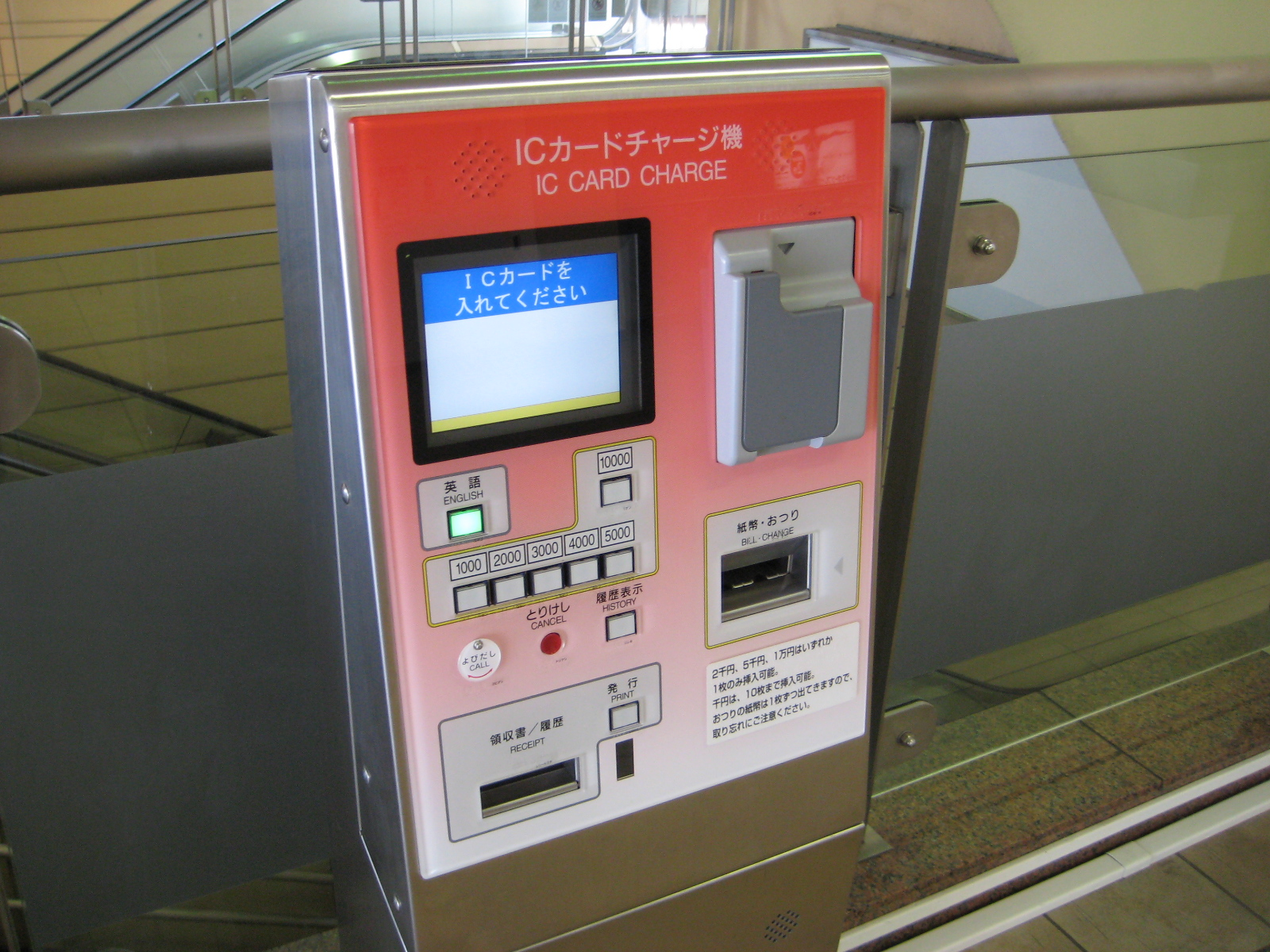
鉄道系ICカード（JR九州SUGOCA）のチャージ機

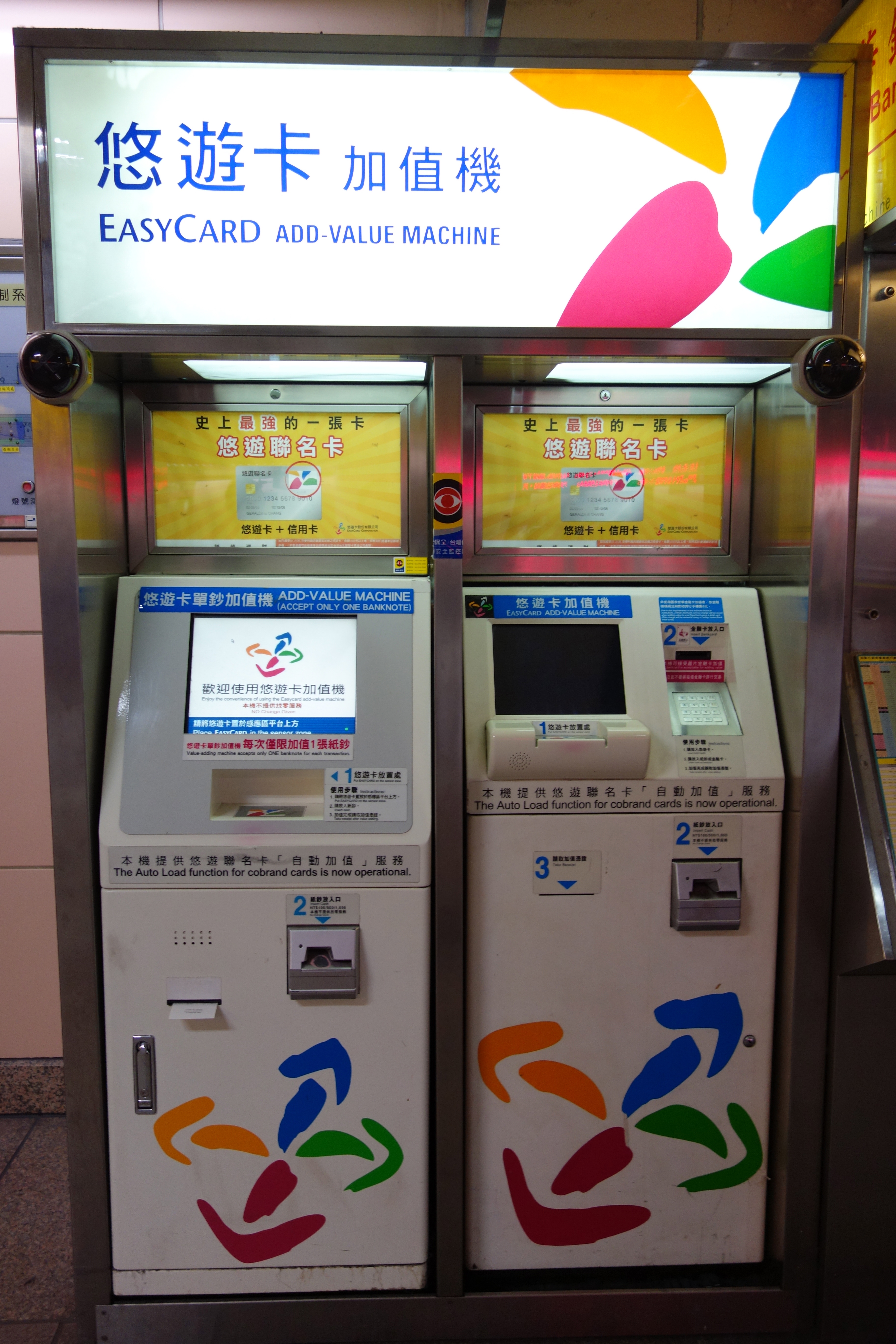
悠遊卡のチャージ専用機（加值機）

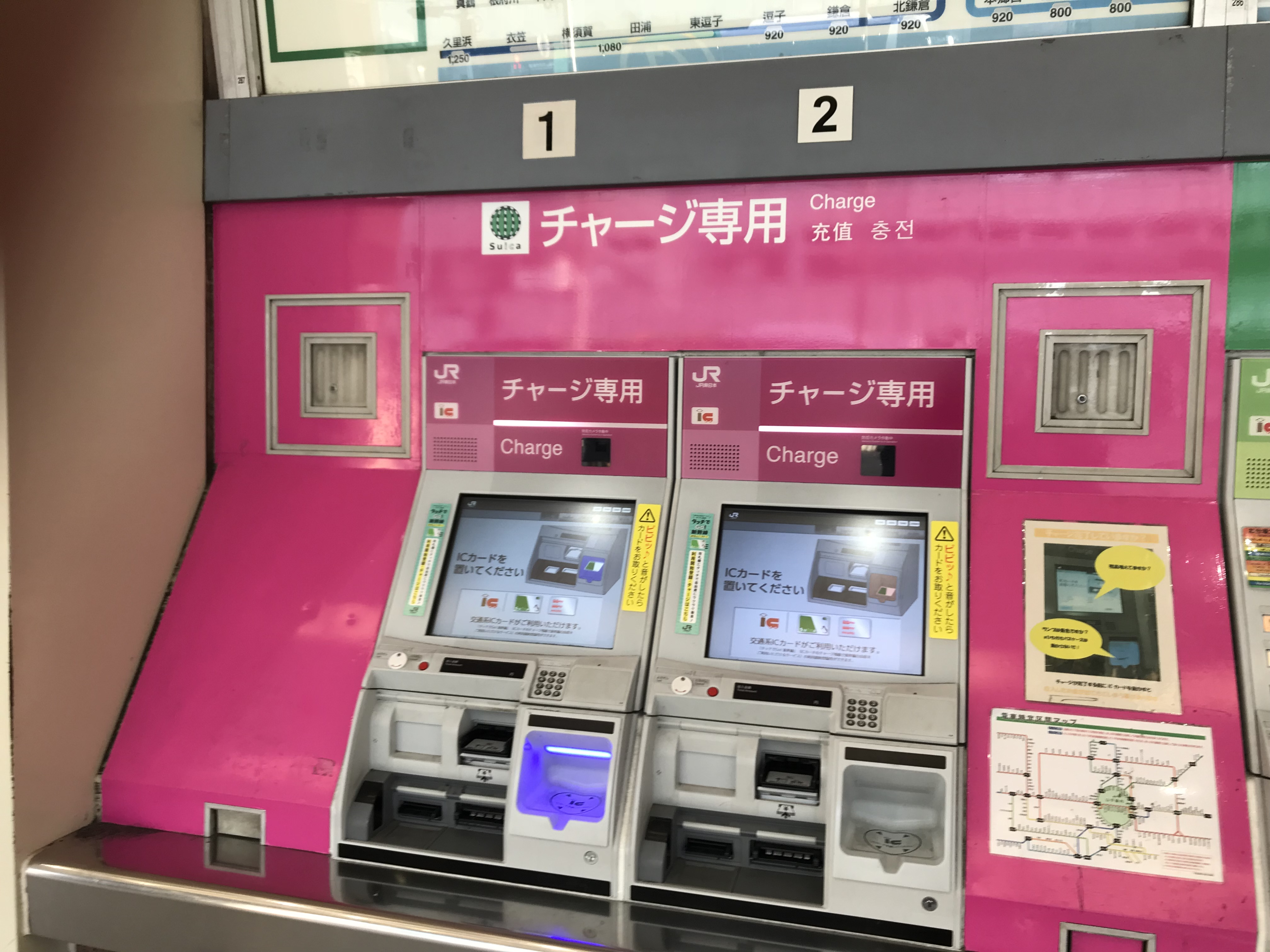
新宿駅の切符売り場にあるチャージ機

電子マネー、ICカード乗車券やプリペイドカードにチャージする機器や方法は様々であり、連携した金融機関口座からのチャージ、登録したクレジットカード等からのチャージ、金融機関またはコンビニ店頭のATMを用い現金等によるチャージ、コンビニ店頭レジで現金等によるチャージなどがある。
このうち、チャージ専用に特化した機器のみをチャージ機と呼ぶ。レジや自動券売機、自動精算機、ATMなどでもチャージできる場合があるが、これらがチャージ機と呼ばれることはない。
ICカード乗車券では、導入事業者の駅構内、主に改札付近やホームなどにチャージ機（チャージ専用機）が設置・利用されている事がある。
自動券売機や自動精算機などを設置するよりコストが安く、設置場所も選ばないなどのメリットがある。特に、ICカード乗車券の普及に伴い、コスト高な自動精算機を廃止して有人窓口対応とし、チャージ専用機だけを精算目的に利用させる駅が増えている。